# Raufutterspeicher Schöneiche

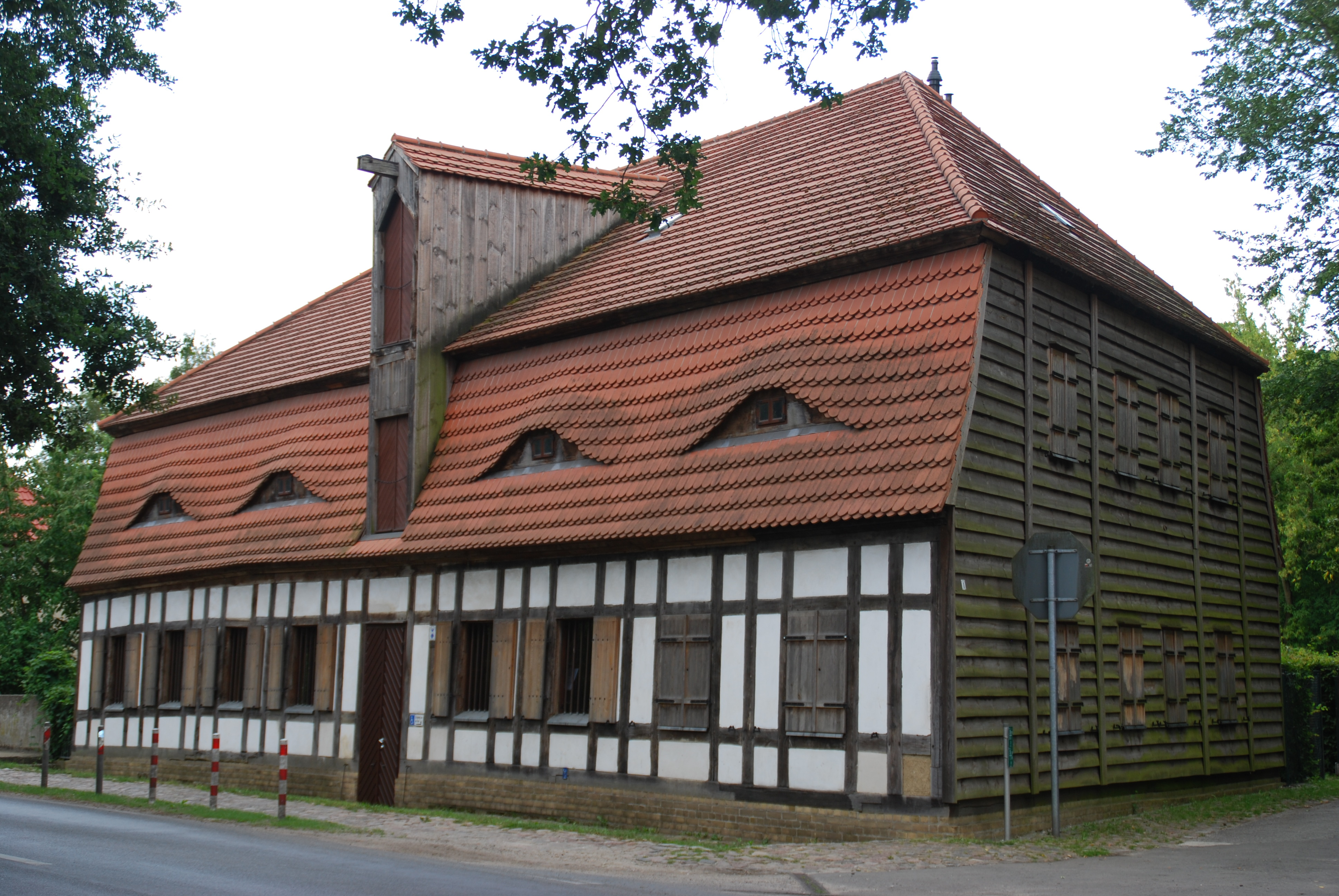
Raufutterspeicher (2009)

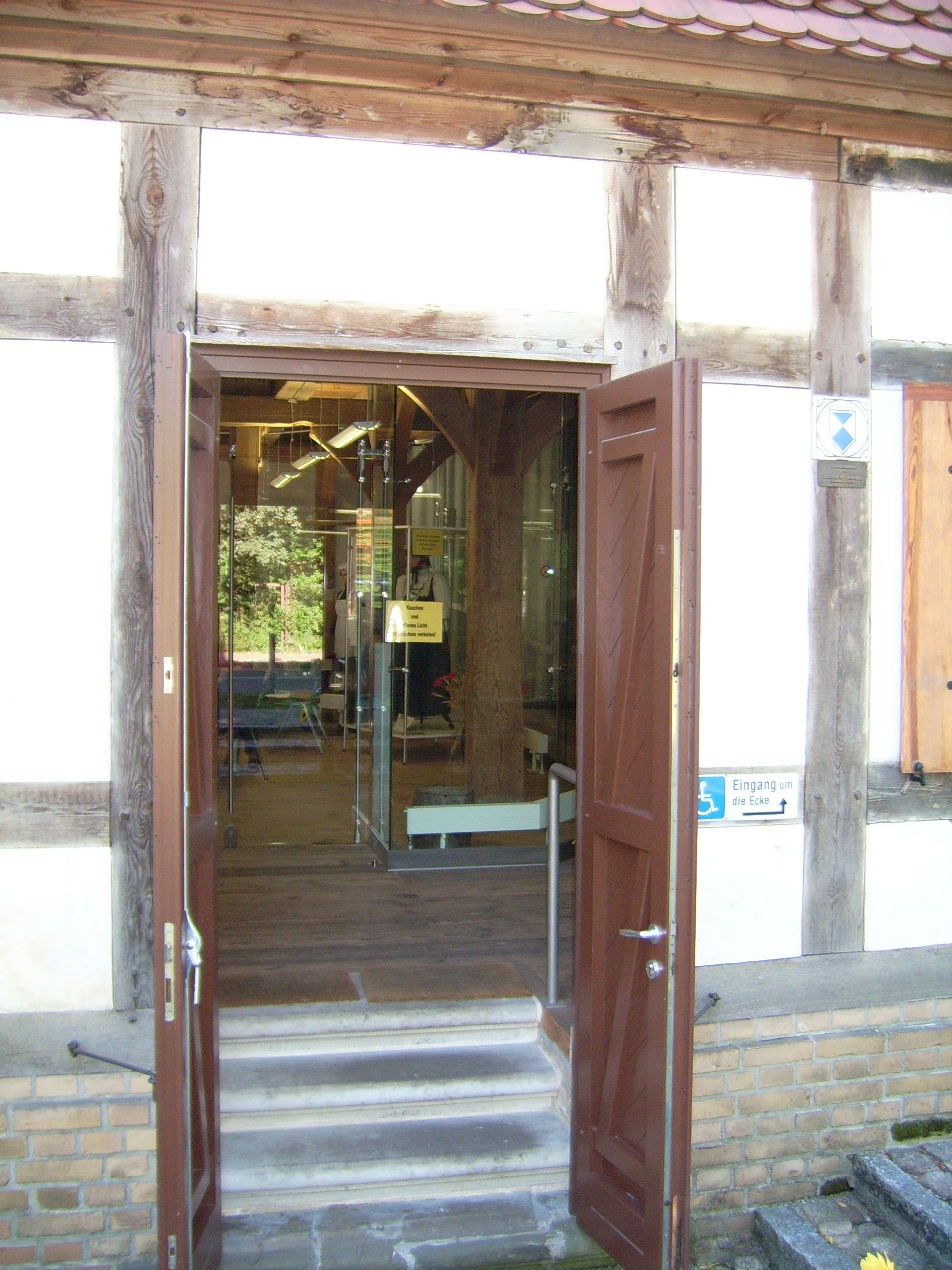
Rückwärtiger Eingang und Blick in eine Ausstellung

Der Raufutterspeicher Schöneiche ist ein Baudenkmal in Schöneiche bei Berlin.
Der Raufutterspeicher wurde laut den wenigen erhaltenen schriftlichen Quellen 1749 auf Anordnung Friedrichs II. kurz vor dem Siebenjährigen Krieg angelegt. Im Falle eines Krieges sollte hier Raufutter für die Kavallerie eingelagert werden. Im Zuge der Sanierungen wurden dendrochronologische Untersuchungen durchgeführt, die ergaben, dass das Holz 1730/31 geschlagen wurde. Somit muss die Errichtung des Gebäudes neu datiert werden und dem „Soldatenkönig“ Friedrich Wilhelm I. zugeschrieben werden.
Das Stilmerkmale des Barock aufweisende Fachwerkhaus hat die Grundfläche eines verschobenen Rechteckes. Der Bau besteht aus drei Etagen, Erd-, Ober- und Dachgeschoss (Mansarddach). Im Mansarddach gibt es eine Mitteltür, die zum Aufzugserker führt. Der obere Teil des Daches ist mit Schiefer gedeckt, der untere Teil mit Biberschwänzen. Das Getreide wurde im Obergeschoss eingelagert und über den Aufzug nach oben geschafft, nach unten wurde es über eine Schütte befördert. Die Schütte ist noch erhalten. Am Haus merkt man, dass die Straße früher tiefer lag, was man an zwei Stufen am Eingang erkennen kann.
Der Speicher wurde noch bis in die Wendezeit landwirtschaftlich genutzt, obwohl er schon seit 1976 unter Denkmalschutz stand. 1997 begann die Sanierung des Gebäudes, die 2002 abgeschlossen wurde. Heute finden hier wechselnde Ausstellungen zur Schöneicher Geschichte statt. Das Gebäude ist das letzte seiner Art im Land Brandenburg und befindet sich An der Reihe 1, am Rande des Ortes.